# Kinvara
Kinvara is een plaats in het Ierse graafschap County Galway. De plaats telt 1.351 inwoners. (2011)
Iets ten oosten van het dorp ligt Dunguaire Castle, een burcht uit de zestiende eeuw.